# Фенрир (спътник на Сатурн)
 Тази статия е за спътника на Сатурн.  За персонажа от скандинавската митология вижте Фенрир.  
Фенрир или Сатурн XLI (условно означение S/2004 S 16) е естествен спътник на Сатурн. Откритието му е обявено от Скот Шепърд, Дейвид Джуит, Ян Клайн и Брайън Марсдън на 4 май 2005 от наблюдения направени между 13 декември 2004 и 5 март 2005. Фенрир е в диаметър около 4 км и орбитира около Сатурн на средна дистанция 22,611 млн. мили за 1269.362 дни, при инклинация 163° към еклиптиката в ретроградно направление с ексцентрицитет 0.131.
Наименован е през април 2007 на Фенрир, гигантски вълк от скандинавската митология, баща на Хати и Скол, син на Локи.